# Regjeringskvartalet

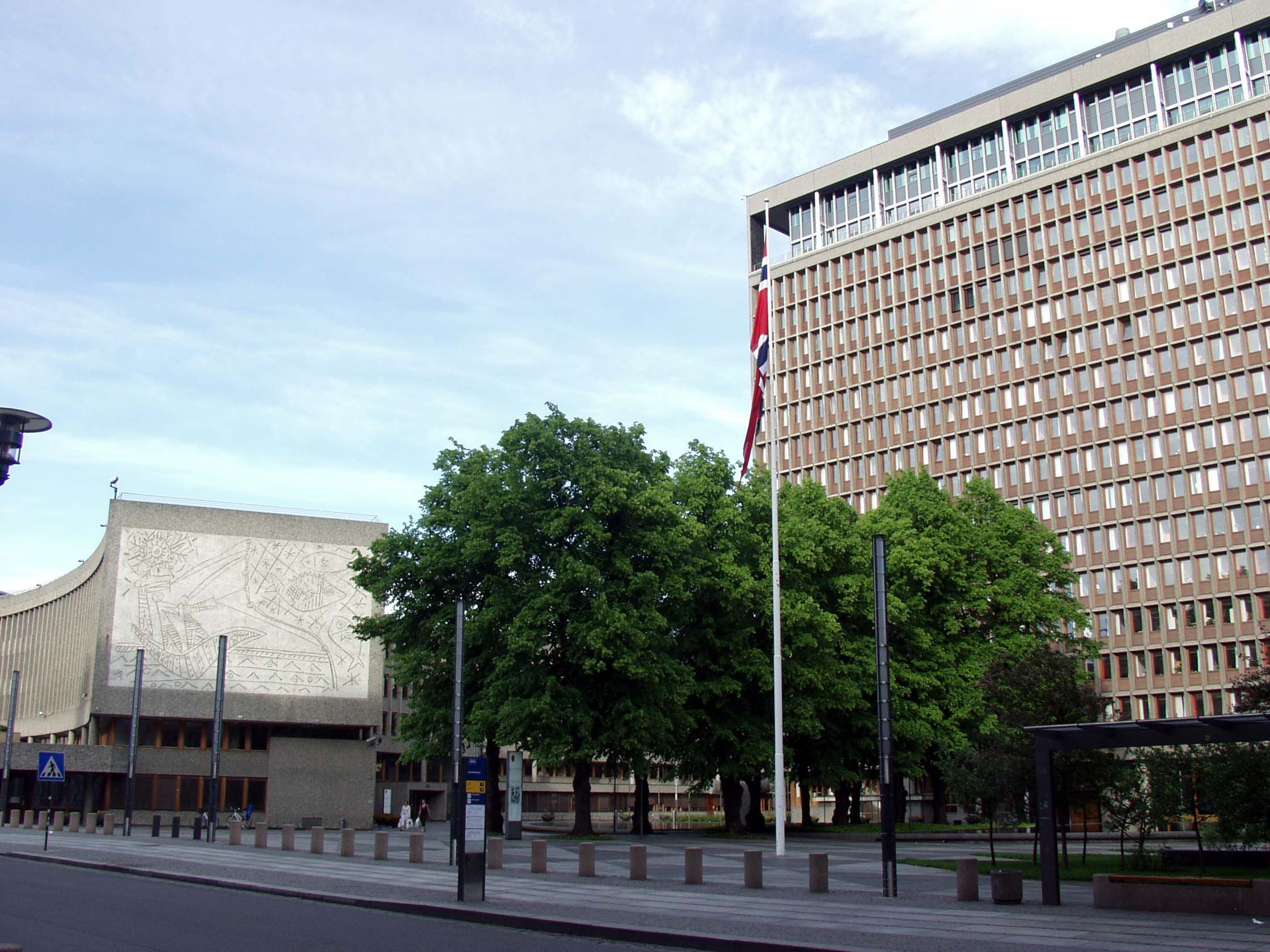
Regjeringskvartalet des de la Nygaardsvolds plass.
A l'esquerra: el bloc Y
A la dreta: Høyblokken

Regjeringskvartalet (que significa el quarter o les oficines del govern noruec) és una col·lecció d'edificis al centre d'Oslo la capital de Noruega. Aquest complex es troba a uns 300 m al nord-est de l'edifici del Parlament de Noruega.
El 22 de juliol de 2011 hi va haver un atemptat amb explosius que va fer danys a part del Regjeringskvartalet.
Regjeringskvartalet consta de diversos edificis:
- Akersgaten 40 (G-bloc) des de 1905, amb el Ministeri de Finances.
- Akersgaten 42 (Høyblokken) des de 1958, amb l'oficina del Primer ministre noruec i el Ministeri de Justícia i la Policia.
- Akersgaten 44 (Y-bloc), des de 1969, amb el Ministeri d'Educació i Recerca.
- Akersgaten 59 (R5)—departementsgården des de 1996 amb el Ministeri de Transport i Comunicacions, el Ministeris de Cultura, el d'Agricultura i Alimentació, d'Administració, d'Assumptes religiosos, de Govern local i regional i el Ministeri d'Infantesa, Igualtat i Inclusió social.
- Einar Gerhardsens plass 1 (R4); seu del Ministeri del Petroli i l'Energia i el Ministeri de Comerç i indústria.
- Einar Gerhardsens plass 3 i Møllergaten 19 (S-bloc); seu del Ministeri de la Salut i el Ministeri de Treball.

El Servei d'Administració del Govern, centrat a Møllergata 19, proporciona serveis administratius a altres departaments governamentals. Statsbygg gestiona els edificis de l'estat noruec i manteniment del Regjeringskvartalet.
A Teatergata 9, està prevista la construcció d'un nou edifici per al 2012 que hostatjarà el ministeris de la Salut i d'Agricultura i Alimentació.

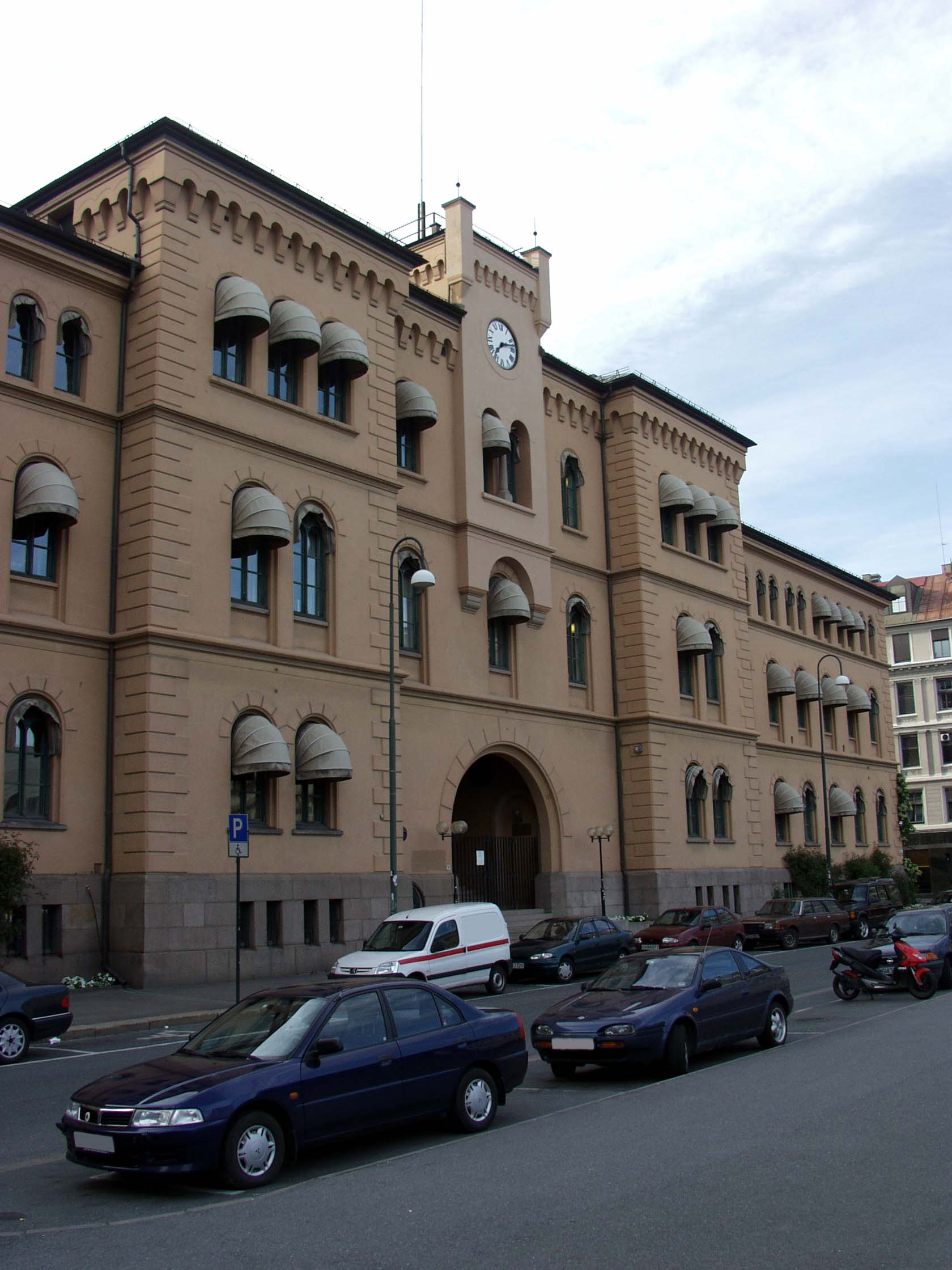
Møllergata 19, una part del S-bloc
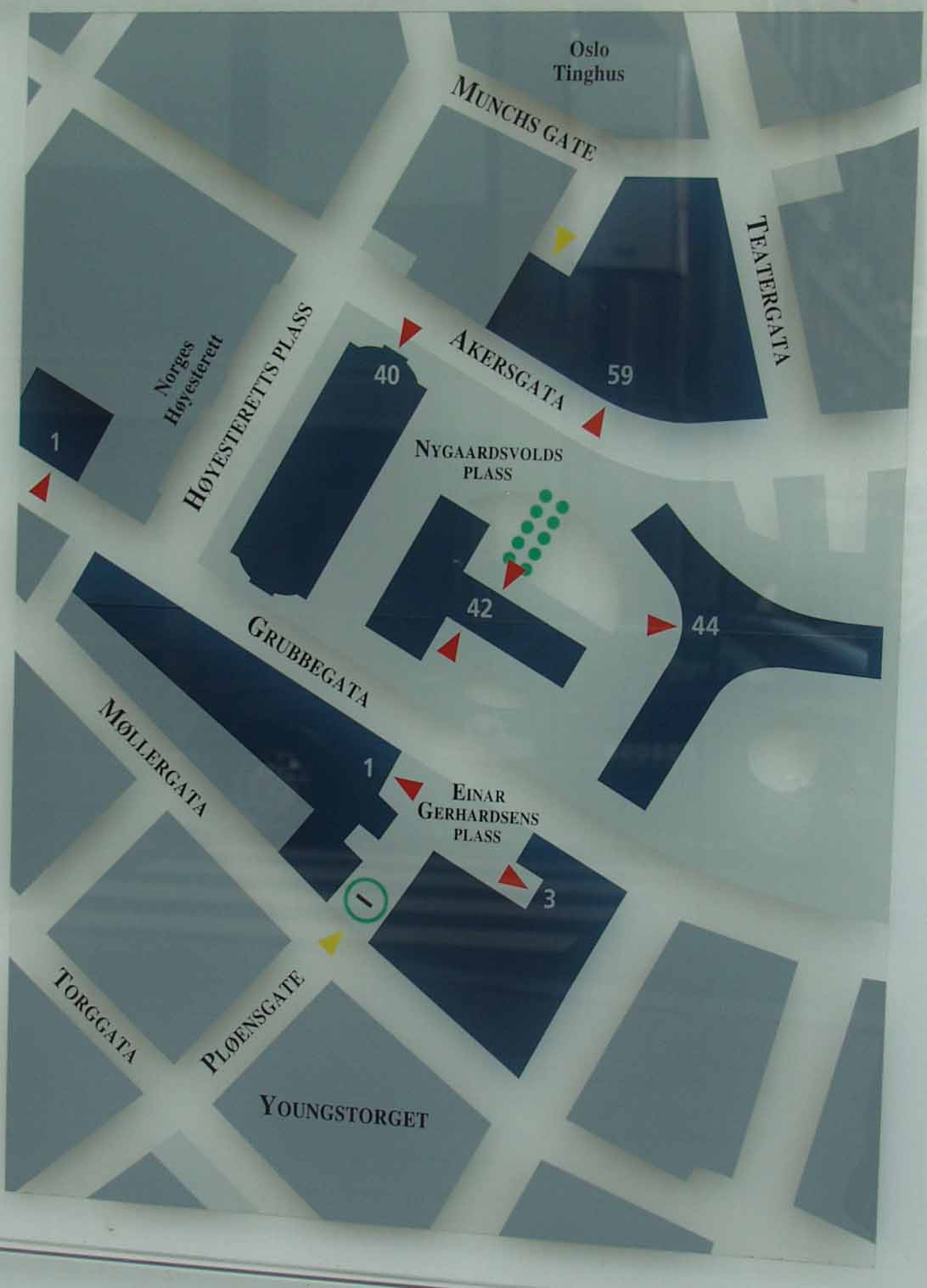
Mapa de Regjeringskvartalet